# Hrvatska misao (dnevnik, Šibenik)
Hrvatska misao, bio je hrvatski dnevnik iz Šibenika. 
Izašle su prvi put 1913., a prestale su izlaziti 1915. godine. Do 48. broja izlazile su dvaput tjedno, a potom sui prešle su na dnevno izlaženje. 
Hrvatska misao bila je u svezi s listom Hrvatska rieč iz Šibenika koji je izlazio od 1905. do 1913. godine.